# Unis

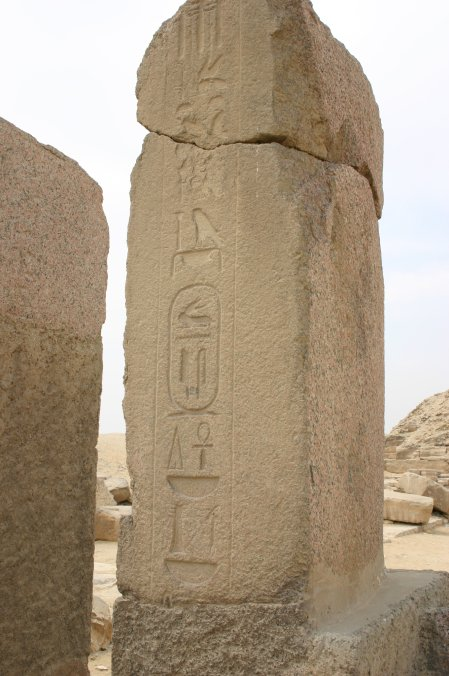
Stela Unisa z jego kompleksu grobowego w Sakkarze

Unis (Wenis, Unas) – władca starożytnego Egiptu, ostatni faraon V dynastii.

## Lata panowania
- 2367-2347 p.n.e. (Kwiatkowski)
- 2380-2350 p.n.e. (Schneider)
- 2356-2323 p.n.e. (Tiradritti, De Luca)

## Pochodzenie i rodzina
Pochodził prawdopodobnie z libijskiego rodu, osiadłego w Fajum (Kwiatkowski). Niektórzy widzą w nim syna Dżedkare (Grimal). Jego żonami były Nebet, Chenut i prawdopodobnie Seszseszet. Najprawdopodobniej ani Unis, ani jego małżonki nie pochodziły z królewskiego rodu. Był „królem między dynastiami” i „osobowością, której pamięć potomni zachowali w niezwykłej formie” (Munro). 
Miał trzy córki o imionach Iput, Hemetre i Nefrut, a także dwóch synów: starszego, przewidzianego na następcę tronu, o nieznanym dla nas imieniu, oraz młodszego Unasancha. Obaj zmarli jednak jeszcze przed ojcem.

## Działalność
Według Manethona władał Egiptem przez 33 lata, natomiast Kanon Turyński podaje 30 lat jego panowania. Okoliczności wstąpienia na tron tego władcy są nieznane. Być może został wyniesiony do władzy w wyniku zamieszek, do jakich doszło w Abydos (Kwiatkowski). Pewne jest, że jako władca walczył z Beduinami na Synaju i że podczas jego panowania doszło do dalszego osłabienia władzy centralnej na rzecz wysokich dygnitarzy dworskich i prowincjonalnych. Prowadził również czynną dyplomację w Byblos i Nubii oraz działalność budowlaną na Elefantynie i w północnej Sakkarze.

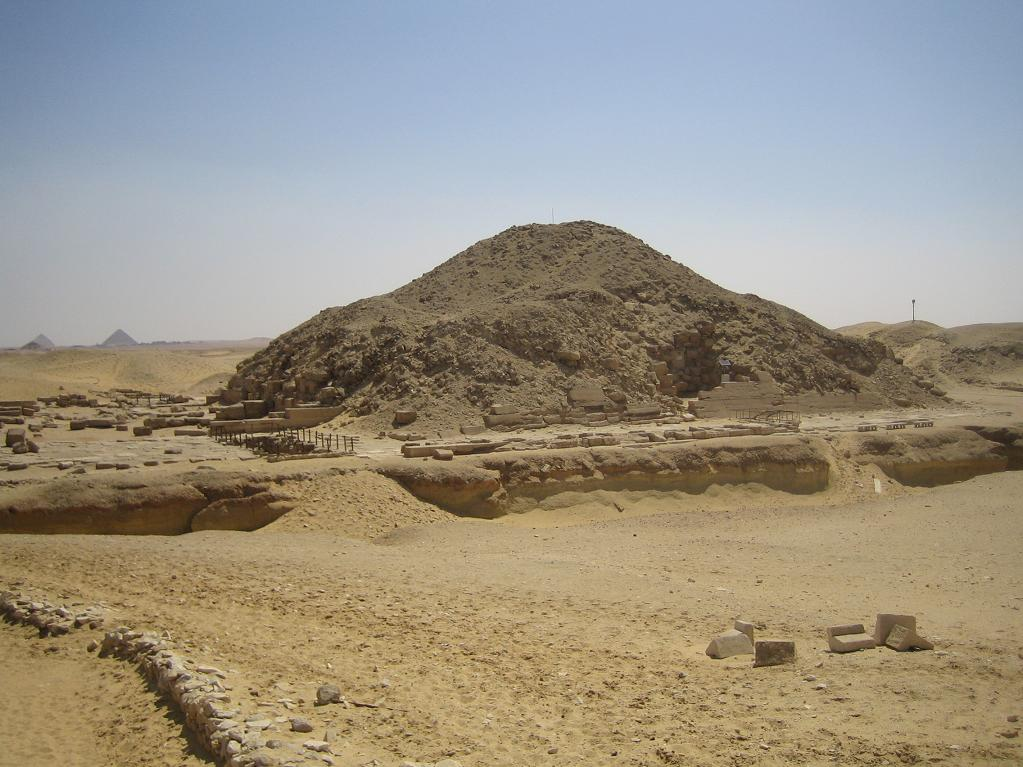
Piramida Unisa w Sakkarze

## Kompleks grobowy
Kompleks grobowy Unisa został wzniesiony w Sakkarze w sąsiedztwie kompleksu Dżesera, Tetiego i Sechemcheta. Tam też Unis został pochowany. Jego piramida jest najmniejszą z piramid władców z V dynastii, co też jest symbolicznym świadectwem osłabienia władzy monarszej w końcowym okresie panowania tej dynastii. Jednocześnie to właśnie w niej pojawiają się po raz pierwszy, wyryte na ścianach grobowca, słynne Teksty Piramid. Zwyczaj dekorowania ścian wewnątrz piramid władców, zapoczątkowany przez Unisa, utrzyma się do czasów VIII dynastii.

## Tytulatura
| G5 |

| G5 |

| wAD | N18 · N18 |

| wAD | N18 · N18 |

| wAD | N18 · N18 |

| wAD | N18 · N18 |

| G5 |

| G5 |

| wAD | N18 · N18 |

| wAD | N18 · N18 |

| wAD | N18 · N18 |

| wAD | N18 · N18 |

| G16 |

| G16 |

| wAD | m |

| wAD | m |

| wAD | m |

| wAD | m |

| G16 |

| G16 |

| wAD | m |

| wAD | m |

| wAD | m |

| wAD | m |

| M23 · X1 | L2 · X1 |

| M23 · X1 | L2 · X1 |

| wn · n | i · s |

| wn · n | i · s |

| wn · n | i · s |

| wn · n | i · s |

| M23 · X1 | L2 · X1 |

| M23 · X1 | L2 · X1 |

| wn · n | i · s |

| wn · n | i · s |

| wn · n | i · s |

| wn · n | i · s |